# Raión de Kozélets
Kozélets (en ucraniano: Козелецький район) fue un raión o distrito de Ucrania en la óblast de Chernígov. En la reforma territorial de 2020, su territorio fue incluido en el raión de Chernígov.
Comprendía una superficie de 2660 km².
La capital era el asentamiento de tipo urbano de Kozélets.

## Demografía
Según estimación, en 2010 contaba con una población total de 61.636 habitantes.

## Otros datos
El código KOATUU es 7422000000. El código postal 17000 y el prefijo telefónico +380 4646.